# Joachim Völker
Joachim Völker (* 10. März 1958) ist ein deutscher Badmintonspieler.

## Karriere
Joachim Völker gewann 1977 mit der SG Gittersee seine erste Medaille bei DDR-Mannschaftsmeisterschaften. Nach dem Wechsel der gesamten Mannschaft zur HSG Lok HfV Dresden setzte er seine Erfolgsserie bei den Teamtitelkämpfen fort, wobei er neun Mal Vizemeister wurde. In den Einzeldisziplinen gewann er 1983 und 1990 Bronze im Herrendoppel.

## Sportliche Erfolge
| Saison    | Veranstaltung                | Disziplin    | Platz | Name |
| --------- | ---------------------------- | ------------ | ----- | --- |
| 1976/1977 | DDR-Mannschaftsmeisterschaft | Mannschaft   | 3     | SG Gittersee (Claus Cassens, Dieter Krompaß, Joachim Völker, Lutz Krompaß, Steffen Körbitz, Monika Cassens, Angelika Neubert)                                                 |
| 1979/1980 | DDR-Mannschaftsmeisterschaft | Mannschaft   | 3     | Lok HfV Dresden (Claus Cassens, Dieter Krompaß, Joachim Völker, Lutz Krompaß, Andreas Benz, Steffen Körbitz, Hans Sossna, Monika Cassens, Angelika Neubert, Dagmar Friedrich) |
| 1980/1981 | DDR-Mannschaftsmeisterschaft | Mannschaft   | 2     | Lok HfV Dresden (Andreas Benz, Steffen Körbitz, Dieter Krompaß, Hans Sossna, Joachim Völker, Claus Cassens, Monika Cassens, Angelika Neubert, Dagmar Friedrich)               |
| 1981/1982 | DDR-Mannschaftsmeisterschaft | Mannschaft   | 2     | Lok HfV Dresden (Andreas Benz, Claus Cassens, Joachim Völker, Steffen Körbitz, Dieter Krompaß, Dagmar Friedrich, Monika Cassens)                                              |
| 1982/1983 | DDR-Mannschaftsmeisterschaft | Mannschaft   | 2     | Lok HfV Dresden (Andreas Benz, Claus Cassens, Joachim Völker, Steffen Körbitz, Michael Huber, Dieter Krompaß, Hans Sossna, Monika Cassens, Dagmar Friedrich)                  |
| 1982/1983 | DDR-Einzelmeisterschaft      | Herrendoppel | 3     | Joachim Völker / Claus Cassens (Lok HfV Dresden) |
| 1983/1984 | DDR-Mannschaftsmeisterschaft | Mannschaft   | 2     | Lok HfV Dresden (Andreas Benz, Steffen Körbitz, Hans Sossna, Joachim Völker, Claus Cassens, Dieter Krompaß, Sven Hauswald, Monika Cassens, Birgit Harder, Monika Geier)       |
| 1984/1985 | DDR-Mannschaftsmeisterschaft | Mannschaft   | 2     | Lok HfV Dresden (Andreas Benz, Michael Huber, Claus Cassens, Joachim Völker, Monika Cassens, Dagmar Friedrich)                                                                |
| 1985/1986 | DDR-Mannschaftsmeisterschaft | Mannschaft   | 3     | Lok HfV Dresden (Andreas Benz, Michael Huber, Joachim Völker, Claus Cassens, Steffen Körbitz, Monika Cassens, Monika, Geier)                                                  |
| 1986/1987 | DDR-Mannschaftsmeisterschaft | Mannschaft   | 2     | Lok HfV Dresden (Andreas Benz, Michael Huber, Joachim Völker, Claus Cassens, Steffen Körbitz, Monika Cassens, Birgit Harder)                                                  |
| 1987/1988 | DDR-Mannschaftsmeisterschaft | Mannschaft   | 2     | Lok HfV Dresden (Andreas Benz, Monika Cassens, Joachim Völker, Michael Huber, Steffen Körbitz, Claus Cassens, Birgit Harder)                                                  |
| 1988/1989 | DDR-Mannschaftsmeisterschaft | Mannschaft   | 2     | Lok HfV Dresden (Andreas Benz, Joachim Völker, Michael Huber, Steffen Körbitz, Lutz Jenke, Monika Cassens, Birgit Harder)                                                     |
| 1989/1990 | DDR-Mannschaftsmeisterschaft | Mannschaft   | 2     | Lok HfV Dresden (Lutz Jenke, Joachim Völker, Dirk Otto, Monika Cassens, Steffen Körbitz, Birgit Mengs, Michael Huber, Andreas Benz)                                           |
| 1989/1990 | DDR-Einzelmeisterschaft      | Herrendoppel | 3     | Joachim Völker / Andreas Benz (Lok HfV Dresden) |